# Шнега
Шнега (нім. Schnega) — громада в Німеччині, розташована в землі Нижня Саксонія. Входить до складу району Люхов-Данненберг. Складова частина об'єднання громад Люхов.
Площа — 53,95 км2. Населення становить 1299 ос. (станом на 31 грудня 2021).